# كلنكوة رباعية الزوايا
كلنكوة رباعية الزوايا (الاسم العلمي:Kalanchoe quadrangularis) هي نوع من النباتات تتبع جنس الكلنكوة من الفصيلة الكرسولية.